# Droga krajowa N23 (Ukraina)
Droga krajowa N23 (ukr. Автошлях Н 23) – droga krajowa na Ukrainie. Rozpoczyna się w Kropywnyckim, następnie biegnie na południowy wschód przez Krzywy Róg, Apostołowo, Nikopol, Marganiec i kończy się w Zaporożcu. Droga ma 244,6 km i przechodzi przez 3 obwody: kirowohradzki, dniepropetrowski oraz zaporowski.